# Vorsetzer

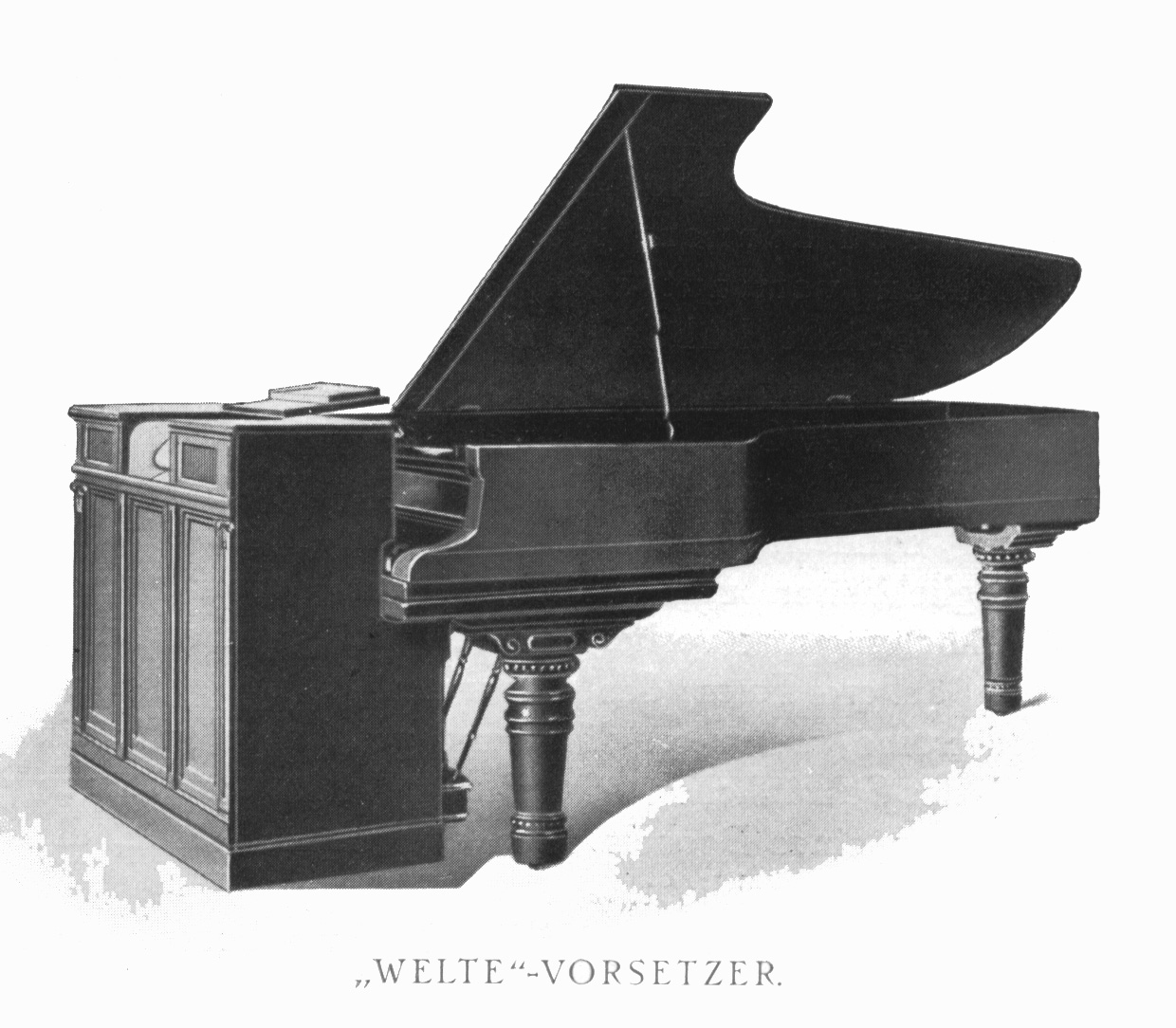
Vorsetzer, Welte-Mignon, ca. 1905

Ein Vorsetzer ist ein Automat, der bei einem Klavier oder Flügel die Tasten betätigt und damit einen menschlichen Pianisten ersetzt. Das automatisierte Spiel wird durch Notenrollen gesteuert, die mittels Unterdruck transportiert und in Bewegungen der Tastenstifte umgesetzt werden. 
Hersteller solcher Vorsetzer waren unter anderem die Firmen Ludwig Hupfeld AG, M. Welte & Söhne und die American Piano Company.